# Fashionably Late (canción)
«Fashionably Late» es una canción de pop punk de la banda estadounidense Falling in Reverse.

## Historia
"Fashionably Late", fue lanzado el 21 de mayo de 2013. El video lírico de la canción tenía más de 200 000 visitas después del primer día de lanzamiento en YouTube.
El sencillo "Fashionably Late" se ubicó en el segundo lugar como la canción más viral en el mundo entre el 20 de mayo y el 26 de mayo. El sencillo también se encontraba en la posición 46 de Billboard Rock Songs.

## Crítica
Under the Gun dijo: "Como en la mayoría de los catálogos del grupo, la canción ofrece numerosas letras irónicas en contra de una melodía que es demasiado pegadiza por su propio bien. Es el tipo de canción bien estructurada que se atasca en tu mente".
Metalholic: "'Fashionably Late' está en el extremo opuesto del espectro en comparación con 'Alone'. Donde 'Alone' tiene rap y es intenso y enojado 'Fashionably Late' es optimista, completamente sencillo y tiene más pop rock".

## Posiciones
| Listas (2013)                                 | Mejor posición |
| --------------------------------------------- | -------------- |
| Estados Unidos (Hot Rock & Alternative Songs) | 46             |